# Кутик Иншушинак
Кутик Иншушинак(такође познат као Пузур Иншушинак) био је краљ Елама од око 2240. до 2220. п. н. е. (дуга хронологија), и последњи владар Аванске династије. Отац му је био крунски принц Шинпи кхиш кхук, највероватније брат краља Кхите. Кутик Иншушинак је био именован за гувернера Сузе, највероватније у раној младости. Око године 2250. отац му је умро па је он постао престонаследник.
Елам је био под влашћу Акадског царства од времена Саргона, па је Кутик Иншушинак водио војне походе у Загросу за акадски рачун. У томе је био прилично успешан, а претпоставља се да је тако стекао и велико искуство. 
Године 2240. п. н. е. је прогласио независност од Акађана, чије царство је ослабило због смрти Нарам-Сина. Тако је постао краљ Елама. Освојио је Аншан и ујединио Елам у једну државу. Предузео је низ грађевинских потхвата у Сузи, и подстакао коришћење линеарног еламског писма како би се записивао еламски језик. То је била реакција на Саргонове покушаје да наметне коришћење акадског. Већина записа на лиенарном еламском писму датира из времена Кутик Иншушинака.
Након његове смрти то писмо је престало да користити, а сам Елам су покорили Гутејци.
| Кхита | Краљ Елама 2240–2220. п. н. е. | Гирнаме |